# Thryptomene
Genre
Classification APG III (2009)
Thryptomene est un genre de plantes à fleurs de la famille des Myrtaceae, comprenant une cinquantaine d'espèces d'arbustes toutes endémiques d'Australie.

## Liste des espèces
Selon GBIF (18 juin 2021) :
- Thryptomene australis Endl.
- Thryptomene baeckeacea F.Muell.
- Thryptomene biseriata J.W.Green
- Thryptomene caduca Rye & Trudgen
- Thryptomene calcicola Rye
- Thryptomene calycina (Lindl.) Stapf
- Thryptomene ciliata F.Muell.
- Thryptomene costata Rye & Trudgen
- Thryptomene cuspidata (Turcz.) J.W.Green
- Thryptomene dampieri Rye
- Thryptomene decussata (Turcz.) J.Green
- Thryptomene denticulata (F.Muell.) Benth.
- Thryptomene duplicata Rye & Trudgen
- Thryptomene elliottii F.Muell.
- Thryptomene eremaea Rye & Trudgen
- Thryptomene ericaea F.Muell.
- Thryptomene fimbriata D.A.Herb.
- Thryptomene globifera Rye
- Thryptomene hexandra C.T.White
- Thryptomene hubbardii Rye & Trudgen
- Thryptomene hyporhytis Turcz.
- Thryptomene johnsonii F.Muell.
- Thryptomene kochii E.Pritz.
- Thryptomene longifolia J.W.Green
- Thryptomene micrantha Hook.fil.
- Thryptomene minutiflora F.Muell.
- Thryptomene mucronulata Turcz.
- Thryptomene naviculata J.W.Green
- Thryptomene nealensis J.W.Green
- Thryptomene nitida Rye & Trudgen
- Thryptomene oligandra F.Muell.
- Thryptomene orbiculata Rye & Trudgen
- Thryptomene parviflora (Benth.) Domin
- Thryptomene pinifolia Rye & Trudgen
- Thryptomene podantha Rye & Trudgen
- Thryptomene racemulosa Turcz.
- Thryptomene remota A.R.Bean
- Thryptomene repens Rye & Trudgen
- Thryptomene salina Rye & Trudgen
- Thryptomene saxicola (A.Cunn. ex Hook.) Schauer
- Thryptomene saxicola Miq.
- Thryptomene shirleyae Rye
- Thryptomene spicata Rye & Trudgen
- Thryptomene stapfii Rye & Trudgen
- Thryptomene stenophylla E.Pritz.
- Thryptomene striata Rye & Trudgen
- Thryptomene stronglophylla F.Muell. ex Benth.
- Thryptomene strongylophylla F.Muell. ex Benth.
- Thryptomene urceolaris F.Muell.
- Thryptomene velutina Rye & Trudgen
- Thryptomene wannooensis Rye
- Thryptomene wittweri J.W.Green

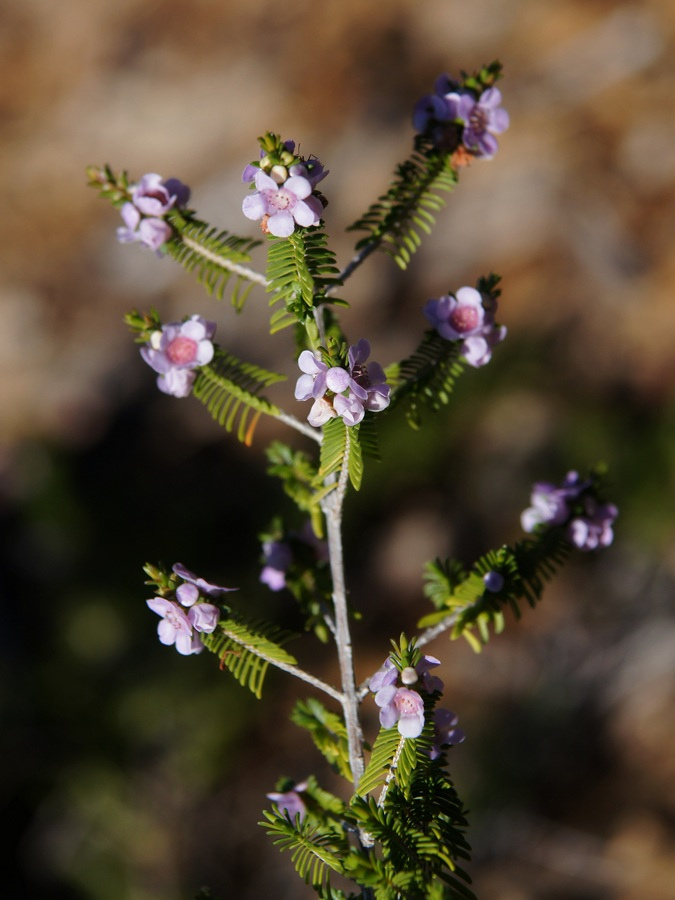
Thryptomene stenophylla.
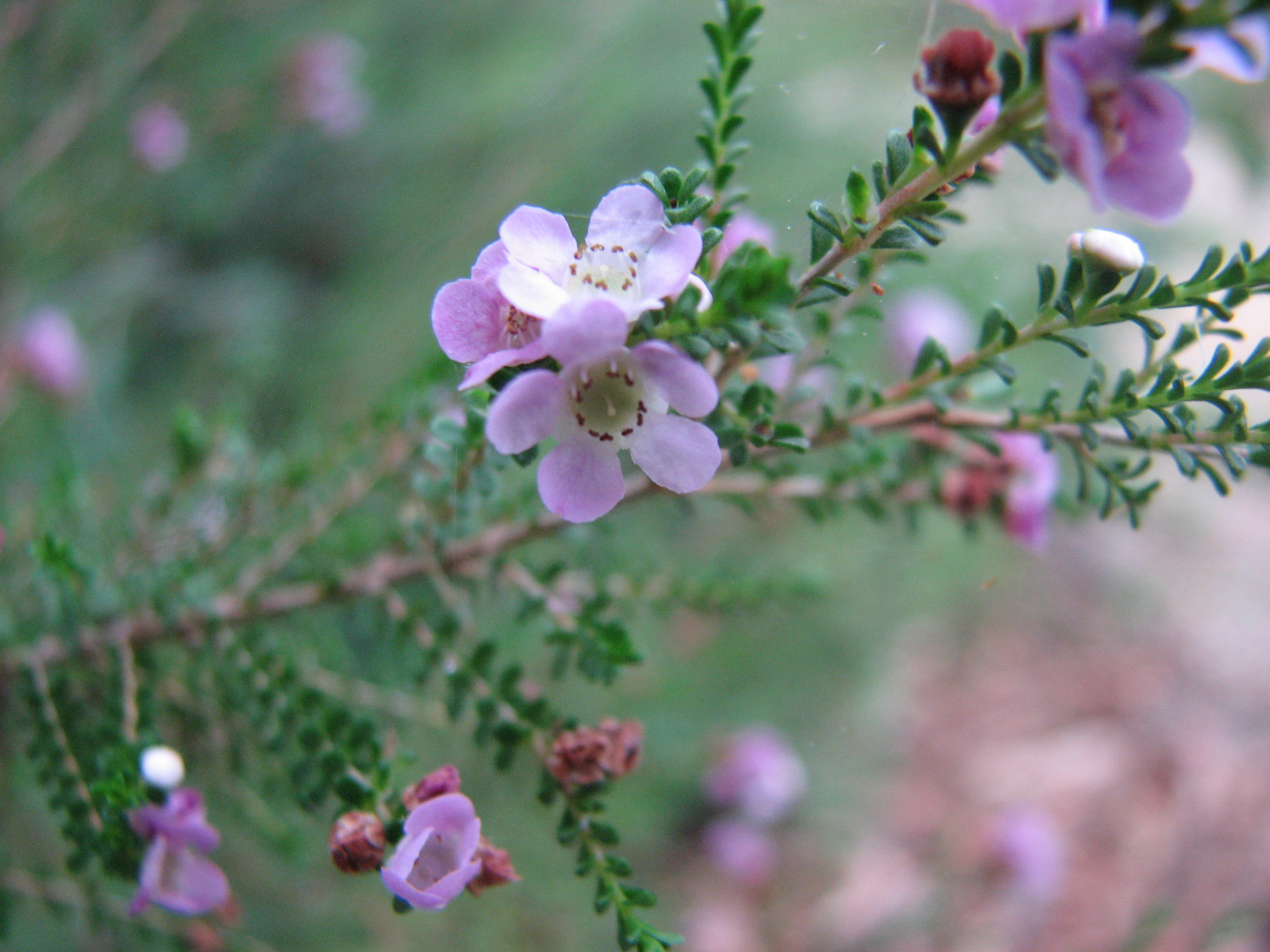
Thryptomene baeckeacea.
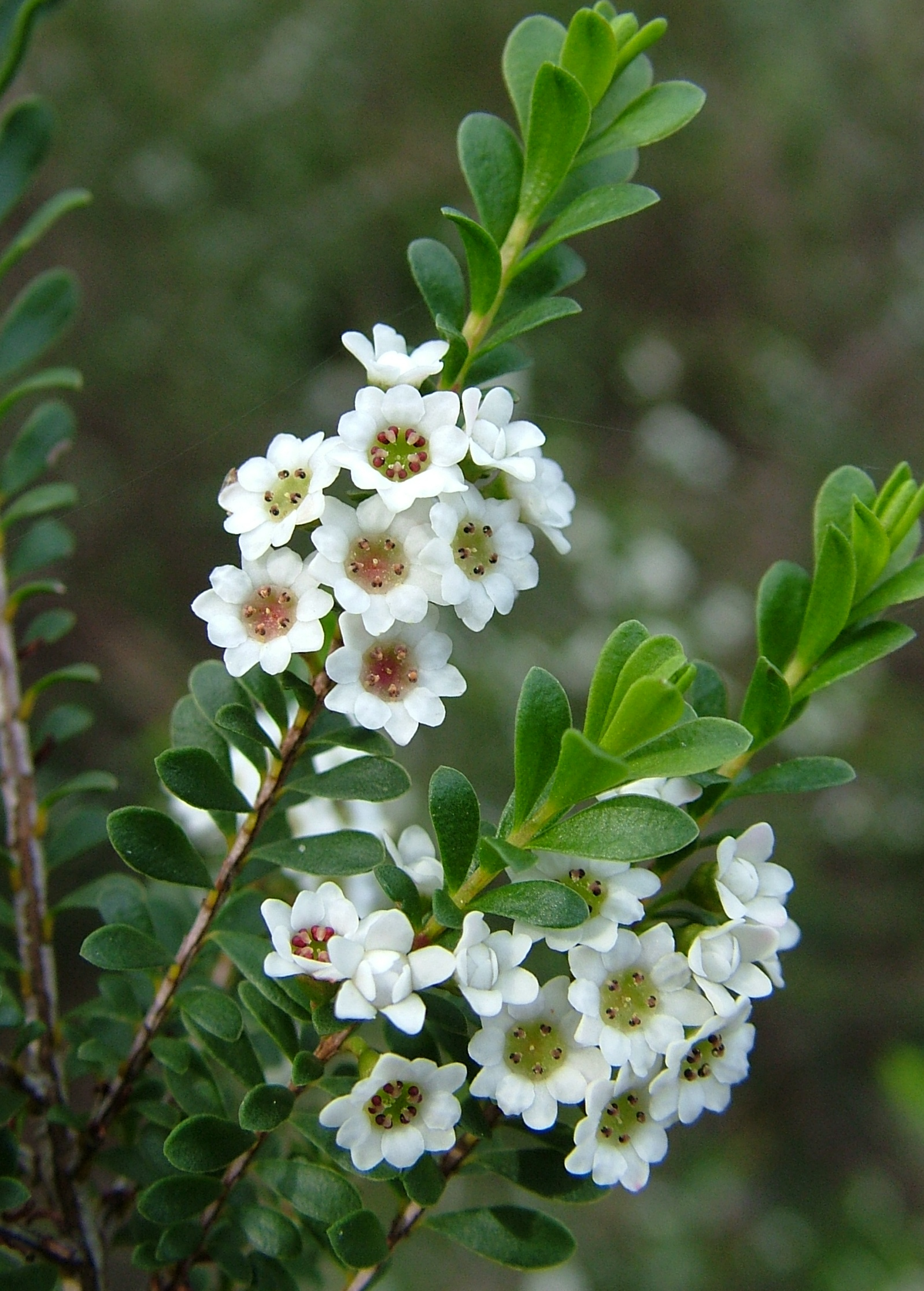
Thryptomene calycina.
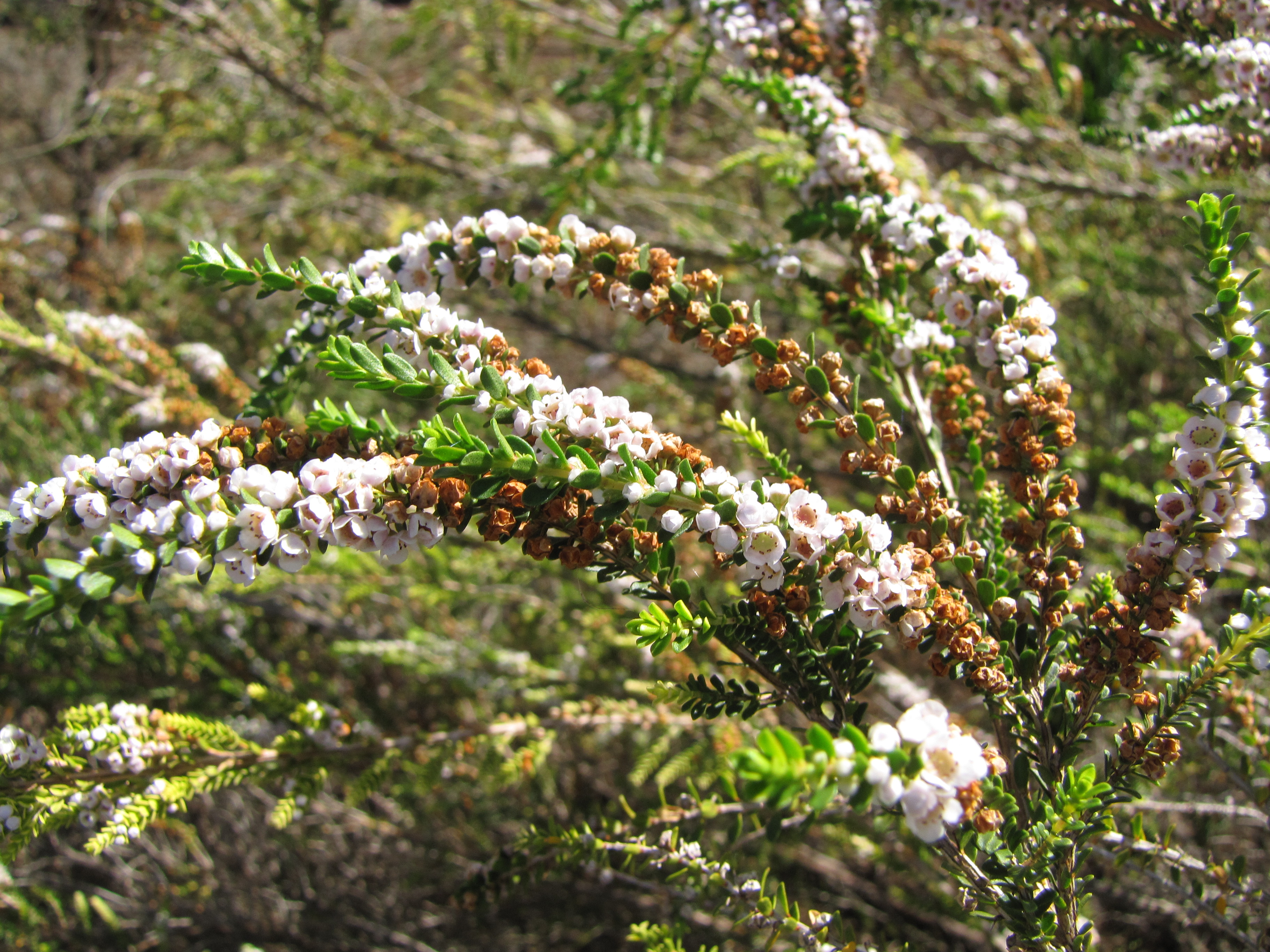
Thryptomene saxicola.
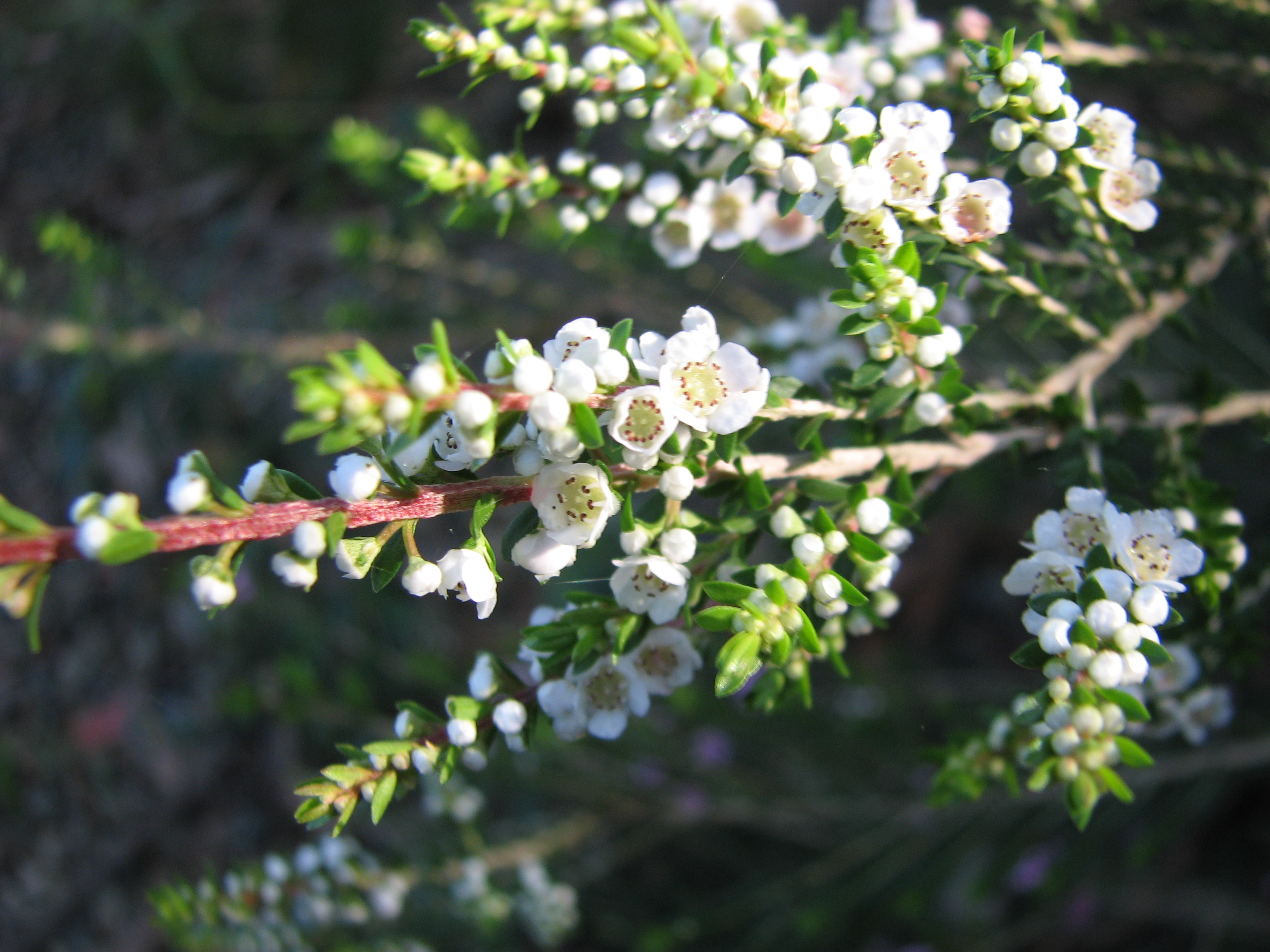
Thryptomene hyporhytis.
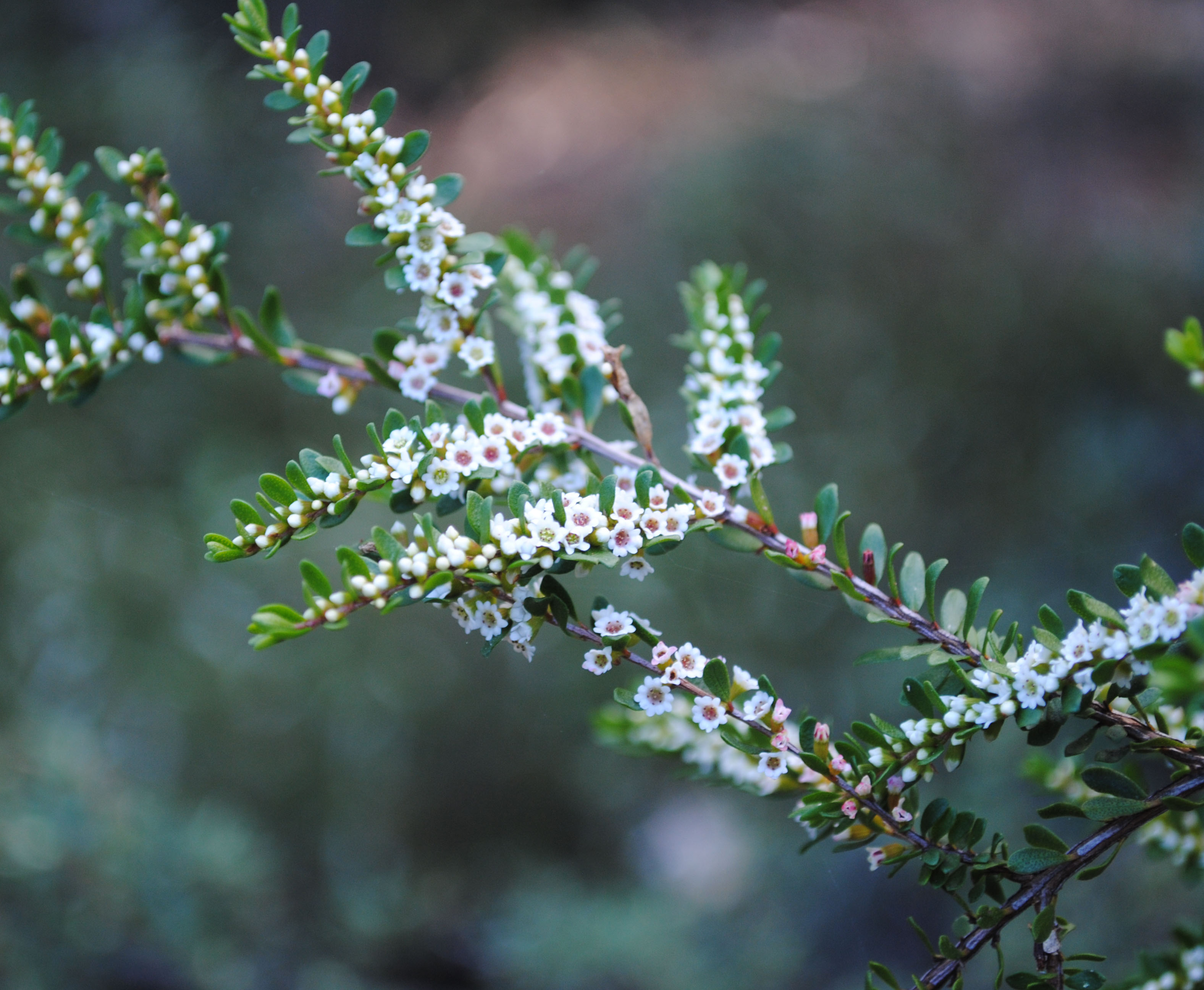
Thyptomene micrantha.

## Systématique
Le nom scientifique complet (avec auteur) de ce taxon est Thryptomene Endl..
Les genres suivants sont synonymes de Thryptomene, :
- Astraea Schauer
- Bucheria Heynh.
- Gomphotis Raf.
- Paryphantha Schauer
- Tryptomene Walp.